# Aulacidea tragopogonis
Aulacidea tragopogonis är en stekelart som först beskrevs av Thomson 1877.  Aulacidea tragopogonis ingår i släktet Aulacidea och familjen gallsteklar. Arten är reproducerande i Sverige. Inga underarter finns listade.